# Ext JS
Ext JS és un entorn de treball iteractiu per a construir aplicacions web emprant tècniques tals com Ajax, DHTML i DOM. Ext JS inclou interoperabilitat amb JQuery i Prototype.

## Història i versions
- 2007, Ext JS 1.0
- 2007, Ext JS 2.0 inclou interfície i característiques similars a les aplicacions de PC, documentació, API i mostres.
- 2009, Ext JS 3.0 inclou suport de comunicacions REST.
- 2011, Ext JS 4.0 inclou SVG, VML (Vector Markup Language) i MVC.
- 2014, Ext JS 5.0 inclou MVVM.
- 2015, Ext JS 6.0 inclou jQTouch i Raphaël.

## Controls gràfics GUI
Interfície gràfica d'usuari:
- Quadres i àrees de text.
- Camps per dates.
- Camps numèrics.
- Combos.
- Radiobuttons i checkboxes.
- Editor HTML.
- Elements de dades.
- Arbres de dades.
- Pestanyes.
- Barra d'eines,
- Menú d'estils de Windows.
- Panells divisibles en seccions.
- Sliders.
- Gràfics.